# Groß Stein
Groß Stein (polnisch Kamień Śląski, auch Wielki Kamień) ist ein Ort in der Stadt- und Landgemeinde Gogolin im Powiat Krapkowicki der Woiwodschaft Opole in Polen.

## Geographie
Das Angerdorf Groß Stein liegt neun Kilometer nordöstlich von Gogolin, 13 Kilometer nordöstlich von Krapkowice (Krappitz) und 26 Kilometer südöstlich von Opole (Oppeln) in der Wyżyna Śląska (Schlesisches Hochland) inmitten mehrerer weitläufiger Waldgebiete. Nördlich des Ortes verläuft die Bahnstrecke Bytom–Wrocław.
Nachbarorte von Goradze sind im Westen Chorulla (Chorula) und im Süden Gogolin.

## Geschichte

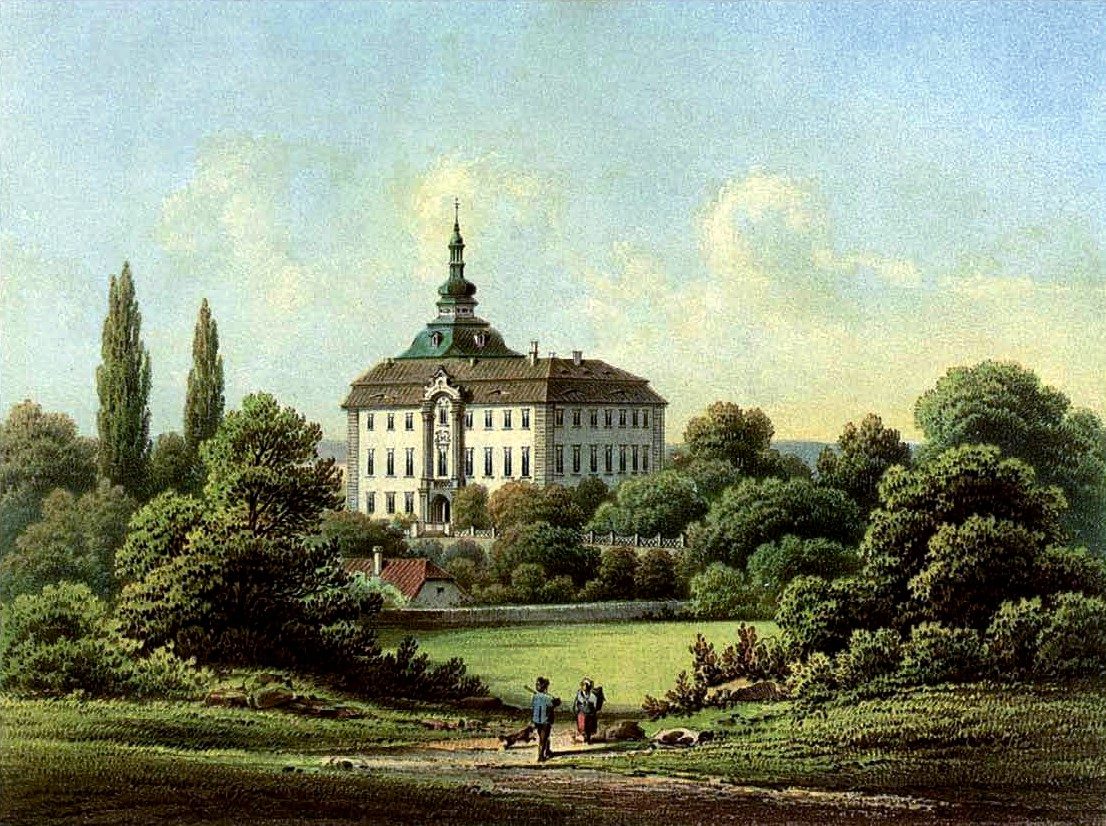
Schloss Groß Stein in einer Darstellung aus der Mitte des 19. Jahrhunderts

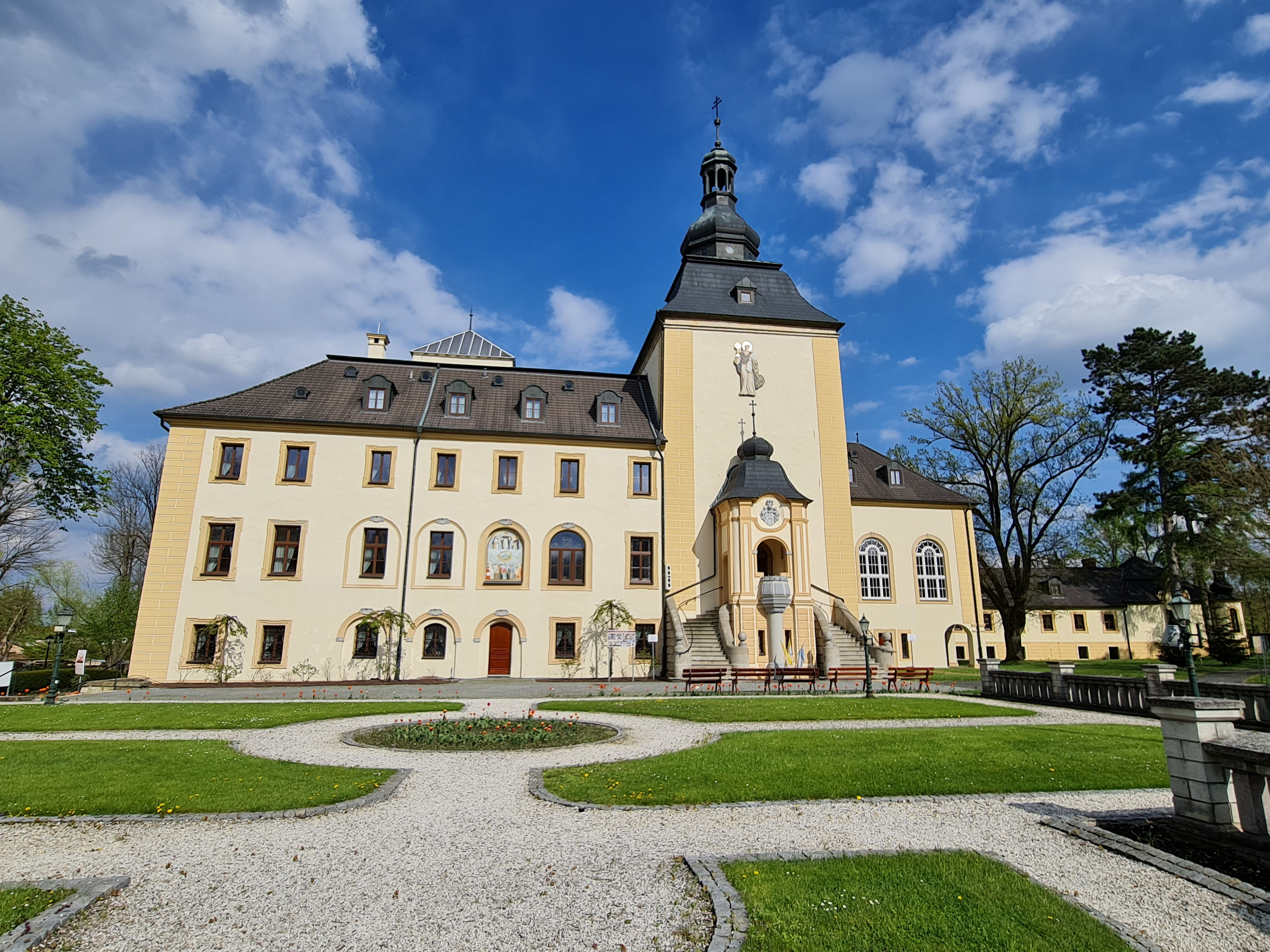
Schloss Groß Stein (2021)

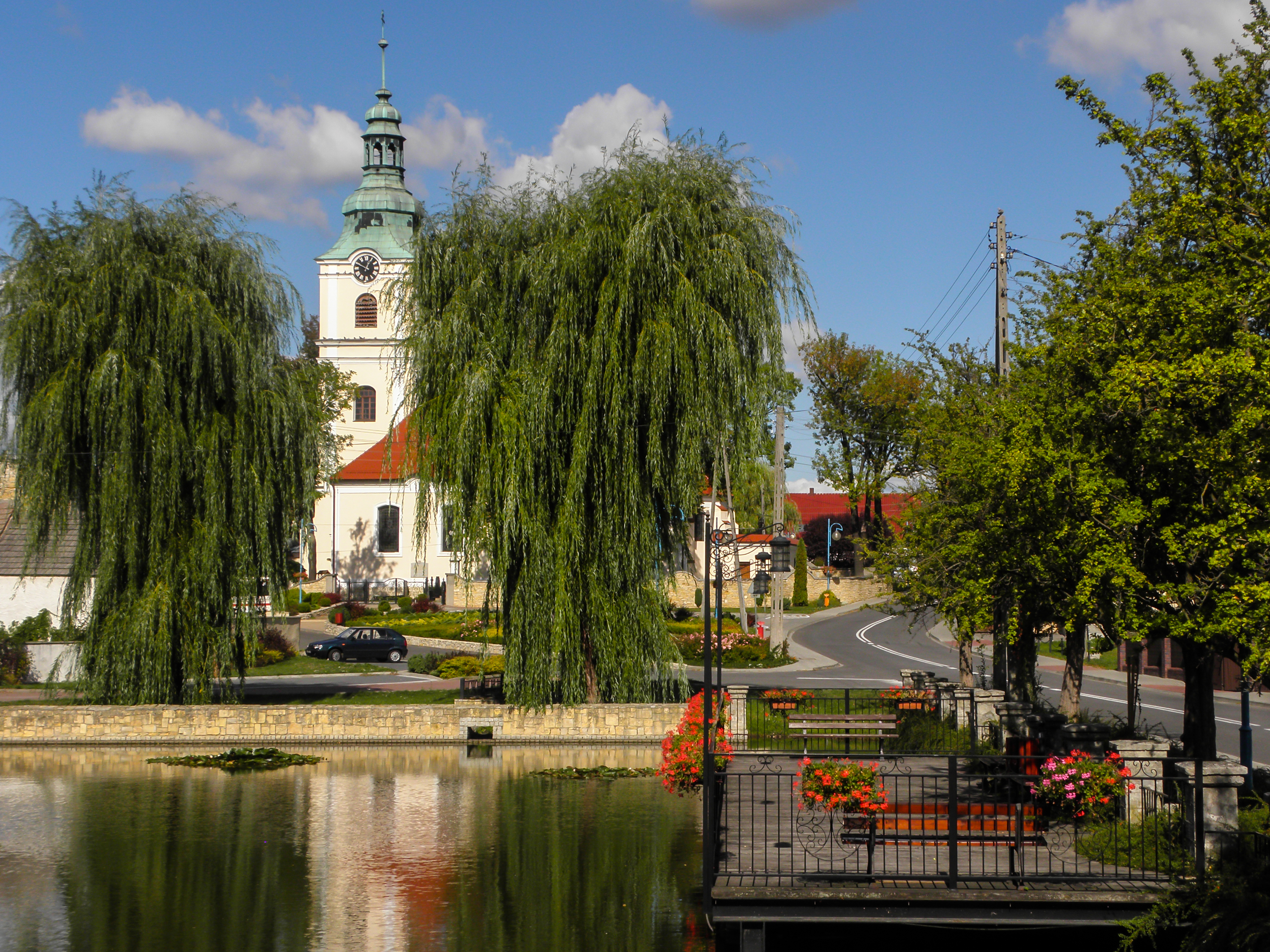
Ortskern mit Kirche St. Hyazinth und Dorfteich

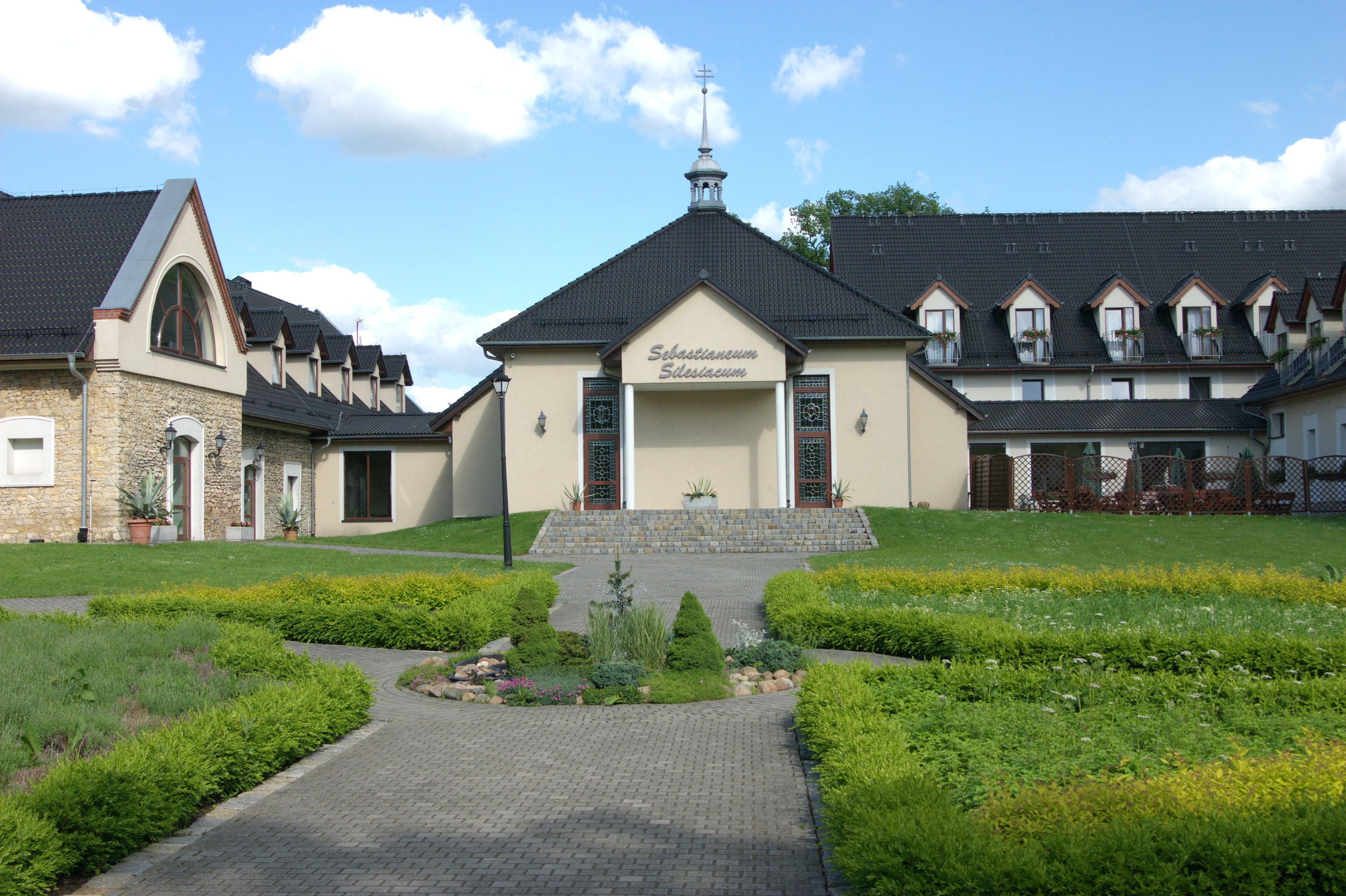
Sanatorium Sebastianeum Silesiacum

Der Ort wurde 1104 erstmals erwähnt.
Nach dem Ersten Schlesischen Krieg fiel Groß Stein 1742 mit dem größten Teil Schlesiens an Preußen.
Nach der Neuorgliederung der Provinz Schlesien gehörte die Landgemeinde Groß Stein ab 1816 zum Landkreis Groß Strehlitz, mit dem sie bis 1945 verbunden blieb. 1845 bestanden in Ort ein Schloss mit Schlosskapelle, ein Vorwerk, eine katholische Pfarrkirche, ein Hospital, ein Pechofen, eine Eisenerzförderung, ein Tiefgarten und 65 Häuser. Im gleichen Jahr wurden 509 Einwohner gezählt, davon acht evangelisch und 16 jüdisch. 1865 hatte der Ort 14 Bauern, 15 Gärtner und 29 Häusler. 1874 wurde der Amtsbezirk Groß Stein gebildet, der die Landgemeinden Groß Stein, Klein Stein, Posnowitz, Schedlitz und Sprzentschütz sowie die Gutsbezirke Kaminietz Vorwerk, Klein Stein, Lettoschin Vorwerk, Slawa Vorwerk und Sprzentschütz umfasste.
Bei der Volksabstimmung in Oberschlesien am 20. März 1921 stimmten 325 Wahlberechtigte für einen Verbleib bei Deutschland und 416 für eine Zugehörigkeit zu Polen. Groß Stein verblieb beim Deutschen Reich. 1933 lebten im Ort 1435 Einwohner. 1939 hatte der Ort 1617 Einwohner. Bis 1945 befand sich der Ort im Landkreis Groß Strehlitz. Am 19. Januar 1945 flüchtete die Bevölkerung des Ortes vor der heranrückenden Roten Armee. Am 22. Januar 1945 wurden Schloss, Park und Flugplatz von der Roten Armee eingenommen und als Lazarett und Militärflugplatz bis 1971 genutzt.
Infolge des Zweiten Weltkrieges kam der Ort 1945 an Polen, wurde in Kamień Śląski umbenannt und der Woiwodschaft Schlesien angeschlossen. 1950 wurde der Ort der Woiwodschaft Opole zugeordnet. Zum vierhundertsten Jubiläum der Heiligsprechung Hyazinths am 14. August 1994 wurde die restaurierte Wallfahrtsstätte feierlich eingeweiht. 1999 kam der Ort zum Powiat Krapkowicki. Im Jahr 2005 entstand neben dem Schloss das Kneipp-Sanatorium Sebastianeum Silesiacum. Am 30. April 2010 erhielt der Ort zusätzlich den amtlichen deutschen Ortsnamen Gross Stein. Aus dem ehemaligen Militärflugplatz entsteht derzeit der private Flugplatz Opole-Kamień Śląski.

## Sehenswürdigkeiten

### Schloss Groß Stein und Parkkomplex
Im Schloss Groß Stein (poln. Pałac w Kamieniu Śląskim), das im 11. Jahrhundert errichtet wurde und bereits 1104 der Familie Odrowąż gehörte, wurden wahrscheinlich der heilige Hyazinth, der selige Ceslaus und die selige Bronislawa geboren. Im Jahr 1660 wurde Balcar von Larisch Schlossbesitzer und baute es zum Palast um. 1701 wurde im Turm eine Kapelle eingerichtet, die dem heiligen Hyazinth geweiht wurde. Im 19. Jahrhundert wurde der einstige Barockgarten in einen Englischen Garten umgestaltet. Die letzte Renovierung vor dem Zweiten Weltkrieg geschah 1852. Nach dem Tod der Gräfin Sophia von Larisch ging das Schloss 1799 in den Besitz der Familie von Strachwitz über, deren Erstgeborene fortan den Namen Hyazinth erhielten und die es bis zum Ende des Zweiten Weltkrieges bewohnten. Vor dem deutschen Überfall auf Polen wurde der unmittelbar neben dem Komplex gelegene private Flugplatz der Familie von Strachwitz zum Einsatzflughafen der deutschen Luftwaffe. Das Schloss wurde von der Familie von Strachwitz der Wehrmacht schon während des Krieges als Lazarett zur Verfügung gestellt. Die Familie von Strachwitz bewohnte währenddessen eines ihrer anderen Schlösser. Im Frühjahr 1945 wurden Schloss, Park und Flugplatz von der Roten Armee eingenommen und als Lazarett und Militärflugplatz bis 1971 genutzt. Das verfallende Schloss wurde mit dem Abzug der Roten Armee in Brand gesetzt und verfiel daraufhin fast vollständig. Nach den gesellschaftlich-politischen Änderungen im Jahre 1989 wurde die zerstörte Anlage ab 1990 auf Vorschlag der Woiwodschaftsverwaltung Opole an die Diözese Opole übergeben, die den Schloss- und Parkkomplex wieder aufbaute. Zum vierhundertsten Jubiläum der Heiligsprechung Hyazinths am 14. August 1994 wurde die restaurierte Wallfahrtsstätte feierlich eingeweiht. Heute dient der Schloss- und Parkkomplex nicht nur als Pilgerstätte, sondern auch als Kongress- und Tagungszentrum und wird durch in- und ausländische Touristen häufig besucht. Im Jahr 2005 entstand neben dem Schloss das Kneipp-Sanatorium Sebastianeum Silesiacum.

### Kirche St. Hyazinth
Die römisch-katholische Kirche St. Hyazinth (poln. Kościół św. Jacka) wurde 1271 erstmals erwähnt. Der heutige Bau wurde 1603 bis 1632 im Stil des Barocks errichtet. Zwischen 1909 und 1910 durch der Kirchenbau um zwei Seitenschiffe erweitert. Der barocke Hauptaltar besitzt ein Gemälde des Hl. Hyazinth. Der Kirchenbau steht seit 1954 unter Denkmalschutz.

### Weitere Sehenswürdigkeiten
- Kurpark mit Kneippbecken

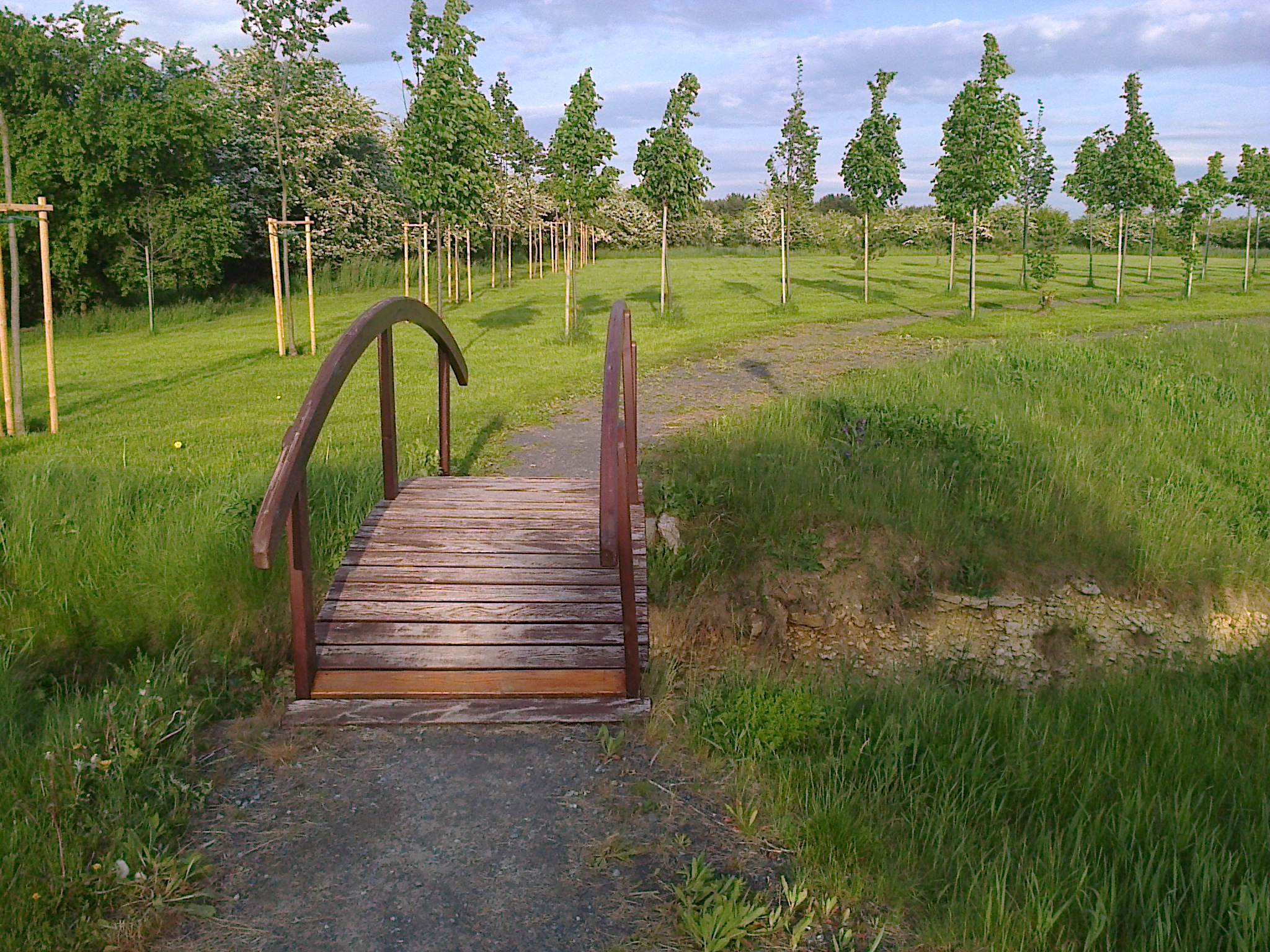
Kurpark

- Sanatorium Sebastianeum Silesiacum
- Gedenkstein 900-Jahr-Feier
- Nepomukstatue
- Lourdesgrotte
- Dorfteich
- Denkmal für die Gefallenen beider Weltkriege
- Steinerne Säulenkapelle
- Steinerne Wegekreuze
- Hölzerne Wegekreuze

## Söhne und Töchter des Ortes
- Hyazinth (* 1183; † 15. August 1257); Heiliger, Provinzial im Dominikanerorden
- Ceslaus von Breslau (* 1184; † 1242); Seliger, Jurist und Missionar
- Hyazinth Graf Strachwitz (* 30. Juli 1893; † 25. April 1968); deutscher General

## Vereine
- Deutscher Freundschaftskreis
- Freiwillige Feuerwehr OSP Kamień Śląski
- Fußballverein Kamyki Kamień Śląski